# Push the Button (Money Mark)
Push the Button è il secondo album in studio di Money Mark.
L'album è stato stampato in vinile dalla Mo' Wax ed in formato CD dalla Grand Royal.

## Tracce
1. Push the Button – 2:55
2. Too Like You – 2:46
3. Monkey Dot – 2:03
4. Tomorrow Will Be Like Today – 3:36
5. Poor Shakes – 0:31
6. Bossa Nova 101 – 1:15
7. Rock in the Rain – 3:38
8. Crowns – 3:26
9. All the People – 3:34
10. Underneath It All – 3:06
11. I Don't Play Piano – 4:12
12. Destroyer – 2:22
13. Hand in Your Head – 3:43
14. Trust – 2:59
15. Maybe I'm Dead – 4:02
16. Dha Teen Ta – 2:30
17. PowerHouse – 3:34
18. Harmonics of Life – 1:53

## Formazione (in ordine alfabetico)

### Basso
- James Hutchinson
- Sean Lennon
- Al McKibbon

### Batteria
- Rocco Bidlovski
- Jim Keltner
- Alfredo Ortiz
- Russell Simins

### Design e fotografia
- Ben Drury

### Flauto
- Stuart Wylen

### Percussioni
- Eric Bobo

### Produttori
- Jim Abbiss
- Mario Caldato Jr.
- Money Mark
- Craig Silvey